# Edit von Löwenhielm
Edit von Löwenhielm (Lithén), född 5 februari 1914 i Köpenhamn, död 9 februari 2002 i Malmö, var en dansk-svensk skulptör.
Hon var dotter till arkitekten Sven Wulff och Sofie Louise Rausch och gift första gången med baron Håkan Brockenhuus och andra gången med fagottisten Stig Erik Hartman. Löwenhielm studerade teckning för Paul Wine och bildhuggeri för Frode Wulff i Köpenham samt skulptur vid Slöjdföreningens skola i Göteborg. Därefter praktiserade hon vid olika keramikverkstäder i Sverige, Danmark och Europa. Hon blev svensk medborgare 1932 och bosatte sig i Göteborg där hon etablerade en egen keramisk ateljé. Hon var under en kortare sejour verksam vid Alm's Keramik i Göteborg omkring 1960. Tillsammans med Stina Nial och Astrid Anderberg ställde hon ut i Västerås och hon medverkade i samlingsutställningar på R.W.S. Gallery i London och på Galleri Brinken i Stockholm. Hennes konst består av mindre skulpturer, porträtt, djurstudier, eskimåer, dansare och krus med dekor som påminner om aztekernas föremål utförda i terrakotta och keramik. Som illustratör har hon bland annat illustrerat Åge Dederdings Tala svenska ... med mej!. Hennes arbeten signerades Edit von Löwenhielm, E. von Löwenhielm eller Edit L.